# Leichtathletik-Weltmeisterschaften 2023/Teilnehmer (Luxemburg)
| Goldmedaillen | Silbermedaillen | Bronzemedaillen |
| ------------- | --------------- | --------------- |
| —             | —               | —               |

Der Leichtathletikverband von Luxemburg nahm an den Leichtathletik-Weltmeisterschaften 2023 in Budapest teil. Je zwei Athletinnen und Athleten wurden vom luxemburgischen Verband nominiert.

## Ergebnisse

### Männer

#### Laufdisziplinen
| Athlet          | Disziplin | Vorlauf        | Vorlauf | Halbfinale  | Halbfinale | Finale | Finale |
| Athlet          | Disziplin | Zeit           | Platz   | Zeit        | Platz      | Zeit   | Platz  |
| --------------- | --------- | -------------- | ------- | ----------- | ---------- | ------ | ------ |
| Charles Grethen | 1500 m    | 3:34,32 min SB | 4       | 3:36,18 min | 7          | DNQ    | DNQ    |

#### Sprung/Wurf
| Athlet       | Disziplin   | Qualifikation | Qualifikation | Finale     | Finale |
| Athlet       | Disziplin   | Weite/Höhe    | Platz         | Weite/Höhe | Platz  |
| ------------ | ----------- | ------------- | ------------- | ---------- | ------ |
| Bob Bertemes | Kugelstoßen | NM            | NM            | –          | –      |

### Frauen

#### Laufdisziplinen
| Athletin               | Disziplin | Vorlauf     | Vorlauf | Halbfinale | Halbfinale | Finale | Finale |
| Athletin               | Disziplin | Zeit        | Platz   | Zeit       | Platz      | Zeit   | Platz  |
| ---------------------- | --------- | ----------- | ------- | ---------- | ---------- | ------ | ------ |
| Patrizia van der Weken | 100 m     | 11,38 s     | 04      | DNQ        | DNQ        | –      | –      |
| Vera Hoffmann          | 1500 m    | 4:09,76 min | 12      | DNQ        | DNQ        | –      | –      |